# إيرنيستو تامايو
إيرنيستو تامايو هو عازف الغيتار الكلاسيكي كوبي، ولد في 18 سبتمبر 1971، وتوفي في 17 أكتوبر 2014.

## وصلات خارجية
- الموقع الرسمي